# Criterios de Lawson

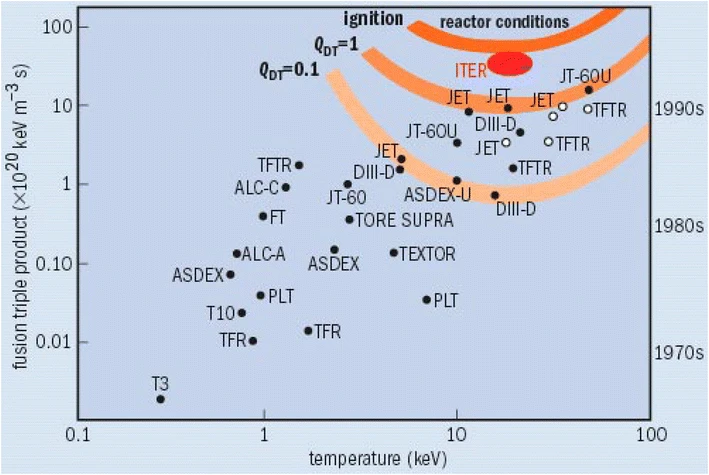
Criterios de Lawson en relación con diversos experimentos de fusión por confinamiento magnético (en inglés)

Los criterios de Lawson fueron enunciados y establecidos por John Lawson en 1957. Pretenden determinar las condiciones necesarias para realizar la producción de energía por fusión de elementos ligeros (deuterio y tritio), de manera que el sistema sea rentable desde el punto de vista energético.
Lawson establece una relación entre la temperatura del sistema, su densidad y el tiempo de confinamiento necesario. Por ejemplo, y para la reacción deuterio-tritio, si el sistema se encuentra a 10 keV (1 eV son 11000K aproximadamente) será necesario un producto de la densidad por el tiempo de 1014 s/cm³. 
Estas condiciones se alcanzarían en confinamiento magnético con tiempos de confinamiento de un segundo y densidades de 1014 partículas/cm³, mientras que en la vertiente inercial se conseguirían dichas condiciones con densidades de 1026 g/cm³ (unas 1000 veces la del sólido) en tiempos de cientos de picosegundos. 
Si la reacción en cuestión es la deuterio-deuterio, las condiciones se hacen más extremas en unos dos órdenes de magnitud, por su menor probabilidad.
- Datos: Q1608730
- Multimedia: Lawson criterion / Q1608730